# Hermann Hieronimus
Hermann Hieronimus (* 3. Februar 1937) ist ein deutscher ehemaliger Fußballspieler. In den 1960er Jahren spielte er in Leipzig und Böhlen (Sachsen) in der DDR-Liga, der zweithöchsten Liga im DDR-Fußball.

## Sportliche Laufbahn
Über die Stationen Bezirksklasse, Bezirksliga und II. DDR-Liga erreichte Hermann Hieronimus 1962 mit der Armeesportgemeinschaft Vorwärts Leipzig erstmals die DDR-Liga, nachdem er 1958 bei der ASG seine landesweite Fußballerkarriere begonnen hatte. Mit den Leipzigern bestritt er zwei Spielzeiten. 1962/63 kam er in den 26 Ligaspielen 21-mal zum Einsatz, wobei er stets linker Außenstürmer war und dabei vier Tore erzielte. In der Saison 1963/64 bestritt er noch die ersten zehn DDR-Liga-Spiele, schoss noch ein Tor und wurde danach aus dem Armeedienst entlassen. 
Hieronimus schloss sich anschließend der BSG Aktivist Böhlen an, die zu diesem Zeitpunkt in der drittklassigen Bezirksliga vertreten war. Er wurde mit der Mannschaft Bezirksmeister und nahm an den Aufstiegsspielen zur DDR-Liga teil, die mit Platz 4 erfolglos blieben. 1965/66 wurde Hieronimus mit der BSG erneut Bezirksmeister und schaffte mit ihr in den Aufstiegsspielen den Aufstieg in die DDR-Liga. In seiner dritten DDR-Liga-Saison nahm er wieder seine gewohnte Position auf Linksaußen ein, bestritt von den nun 30 Punktspielen 29 Begegnungen und wurde mit sieben Treffern zweitbester Torschütze seiner Mannschaft. Aktivist Böhlen gelang es nicht, sich in der DDR-Liga zuhalten, sodass Hieronimus eine weitere Saison in der Bezirksliga verbringen musste. Nach Bezirksmeisterschaft und erfolgreicher Aufstiegsrunde kehrte er nach einer Saison wieder in die DDR-Liga zurück. Dort kam er 1968/69 wieder als linker Außenstürmer zum Einsatz, bestritt diesmal 28 Punktspiele und erzielte drei Tore. Zu Beginn der Spielzeit 1969/70 kam Hieronimus nur in den ersten vier DDR-Liga-Spielen zum Einsatz, von denen er nur in der ersten Begegnung die volle Spieldauer absolvierte. Nach 62 DDR-Liga-Einsätzen mit zehn Torerfolgen schied Hermann Hieronimus endgültig aus dem Kader der 1. Mannschaft aus. Bis 1976 spielte er mit der 2. Mannschaft noch in der Bezirksliga. 
Eine erfolgreiche Episode erlebte Hieronimus in der DDR-Pokalsaison 1959. Nachdem Vorwärts Leipzig Bezirkspokalsieger geworden war, nahm die Mannschaft am DDR-weiten Pokalwettbewerb teil, bei dem die Leipziger bis in das Viertelfinale vorstießen, ehe sie dort gegen den Oberligisten FC Rot-Weiß Erfurt Turbine Erfurt ausschieden. Hieronimus war an allen Pokalspielen beteiligt gewesen. 